# Wikipédia en danois
Wikipédia en danois (en danois : Dansk Wikipedia) est l’édition de Wikipédia en danois, langue scandinave orientale parlée au Danemark, dans les îles Féroé et au Groenland. L'édition est lancée le 1er février 2002. Son code est : da.
Au 21 mars 2025, l'édition en danois contient 307 353 articles et compte 508 339 contributeurs, dont 2 075 contributeurs actifs et 26 administrateurs.

## Présentation

Aire de diffusion du danois.

Comme la langue danoise est proche du suédois et du norvégien (bokmål), les administrateurs du site collaborent avec leurs homologues des autres wikipédias scandinaves sur le projet Skanwiki de Wikimédia. 
Sur la page d'accueil, apparaît le dagens skandinaviske artikel « l'article scandinave du jour » issu du Skanwiki ; il peut s'agir d'un article en suédois, en norvégien (nynorsk ou bokmål), ou parfois en féroïen ou islandais. De manière similaire, des articles en danois apparaissent sur les autres wikipédias scandinaves : Page d'accueil, section Voir aussi...

## Statistiques
- Le 30 décembre 2008, l'édition en danois atteint les 100 000 articles.
- Le 31 mai 2016, elle compte 216 355 articles.
- Le 27 septembre 2022, elle contient 285 252 articles et compte 438 367 contributeurs, dont 802 contributeurs actifs et 25 administrateurs.
- Le 10 août 2024, elle contient 301 425 articles et compte 486 559 contributeurs, dont 698 contributeurs actifs et 26 administrateurs.